# Jimmy Dixon
Jimmy Dixon (Tubmanburg, 10 de outubro de 1981) é um ex-futebolista profissional liberiano que atuava como meia central.

## Carreira
Jimmy Dixon representou o elenco da Seleção Liberiana de Futebol no Campeonato Africano das Nações de 2002.